# JPMorgan Chase
JP Morgan Chase & Co. è una multinazionale statunitense di servizi finanziari con sede a New York. È una delle banche Big Four statunitensi insieme a Bank of America, Citigroup e Wells Fargo, ed è la più grande banca al mondo con una capitalizzazione di mercato di oltre 420 miliardi di dollari. Dal 2017 è anche una delle più grandi società di gestione patrimoniale al mondo con 2.900 miliardi di dollari in gestione e 25.400 miliardi di dollari in custodia nel 2019.  L'unità di hedge fund di JP Morgan Chase è, con 47,7 miliardi di dollari in gestione, il quarto hedge fund più grande al mondo.
La società è stata costituita nel 2000, quando Chase Manhattan Corporation si è fusa con JP Morgan & Co. Il marchio JP Morgan, storicamente noto come Morgan, è utilizzato dall'investment banking, asset management, private banking, private wealth management, tesorerie e servizi di titoli. L'attività fiduciaria nell'ambito del private banking e della gestione patrimoniale privata viene effettuata sotto l'egida di JPMorgan Chase Bank, NA. Il marchio Chase viene utilizzato per i servizi di carte di credito negli Stati Uniti e in Canada, nelle attività bancarie al dettaglio negli Stati Uniti e nel settore bancario commerciale.
È quotata al NYSE e fa parte del DJIA Component.

## Storia

A partire da giugno 2008, il logo JPMorgan utilizzato per le unità di Investment Banking, Asset Management e Treasury & Securities Services della società.

JPMorgan Chase, nella sua struttura attuale, è il risultato della combinazione di diverse grandi società bancarie statunitensi dal 1996, tra cui Chase Manhattan Bank, JP Morgan & Co., Bank One, Bear Stearns e Washington Mutual. Ancora prima, i suoi predecessori includono le principali società bancarie tra cui Chemical Bank, i Manufacturers Hanover Corporation, la First Chicago Bank, la National Bank of Detroit, la Texas Commerce Bank, la Providian Financial e la Great Western Bank. La più antica istituzione precedente della società, la Bank of the Manhattan Company, era la terza più grande società bancaria negli Stati Uniti e la trentunesima banca più antica del mondo, essendo stata fondata il 1º settembre 1799 da Aaron Burr.

### Chase Manhattan Bank
La Chase Manhattan Bank fu fondata nel 1955 con l'acquisto della Chase National Bank (fondata nel 1877) dalla Bank of the Manhattan Company (fondata nel 1799), la più antica istituzione precedente dell'azienda. La Bank of the Manhattan Company fu fondata da Aaron Burr, che trasformò la The Manhattan Company da azienda specializzata nel trasportare l'acqua in una banca.
Secondo la pagina 115 di An Empire of Wealth di John Steele Gordon, l'origine di questo filone della storia di JPMorgan Chase è la seguente:
Guidata da David Rockefeller durante gli anni '70 e '80, la Chase Manhattan è emersa come una delle più grandi e prestigiose società bancarie, con posizioni di leadership nel settore del prestito sindacato, dei servizi di tesoreria e dei titoli, delle carte di credito, dei mutui e dei servizi finanziari al dettaglio. Indebolita dal crollo immobiliare all'inizio degli anni '90, è stata acquisita da Chemical Bank nel 1996, mantenendo il nome Chase. Prima della fusione con J.P. Morgan & Co., la nuova Chase ha ampliato i gruppi di investimento e di gestione patrimoniale attraverso due acquisizioni. Nel 1999 ha acquisito Hambrecht & Quist, con sede a San Francisco, per 1,35 miliardi di dollari. Nell'aprile 2000, Robert Fleming & Co., con sede nel Regno Unito, è stato acquistato dalla nuova Chase Manhattan Bank per 7,7 miliardi di dollari.

### Chemical Banking Corporation
La New York Chemical Manufacturing Company è stata fondata nel 1823 come produttrice di vari prodotti chimici. Nel 1824 la società modificò il suo statuto per svolgere attività bancarie e creò la Chemical Bank of New York. Dopo il 1851 la banca fu separata dalla casa madre e crebbe costantemente e, attraverso una serie di fusioni, in particolare con la Corn Exchange Bank nel 1954, la Texas Commerce Bank (una grande banca del Texas) nel 1986 e la Manufacturer's Hanover Trust Company nel 1991 (la prima grande fusione bancaria "tra pari"). Negli anni '80 e all'inizio degli anni '90, la Chemical è emersa come uno dei leader nel finanziamento delle operazioni di leveraged buyout. Nel 1984 la Chemical lanciò la Chemical Venture Partners per investire in operazioni di private equity a fianco di vari sponsor finanziari. Alla fine degli anni '80, la Chemical divenne nota per il finanziamento di operazioni di leveraged buyout, sotto l'egida del pioniere della banca d'investimento, Jimmy Lee. In molti momenti, la Chemical Bank fu la più grande banca degli Stati Uniti (sia in termini di attivi che di quota di mercato dei depositi).
Nel 1996 la Chemical Bank acquisì la Chase Manhattan. Sebbene la Chemical fosse l'entità nominalmente risultante dall'acquisizione, adottò il nome, ben più noto, di Chase. Fino ad oggi, l'andamento storico in Borsa delle azioni JPMorgan Chase conserva quello delle azioni della Chemical prima del 1996; anche la sede rimase quella della Chemical al 270 Park Avenue (edificio fu demolito di recente per costruire una nuova sede nello stesso sito).

### JP Morgan & Company

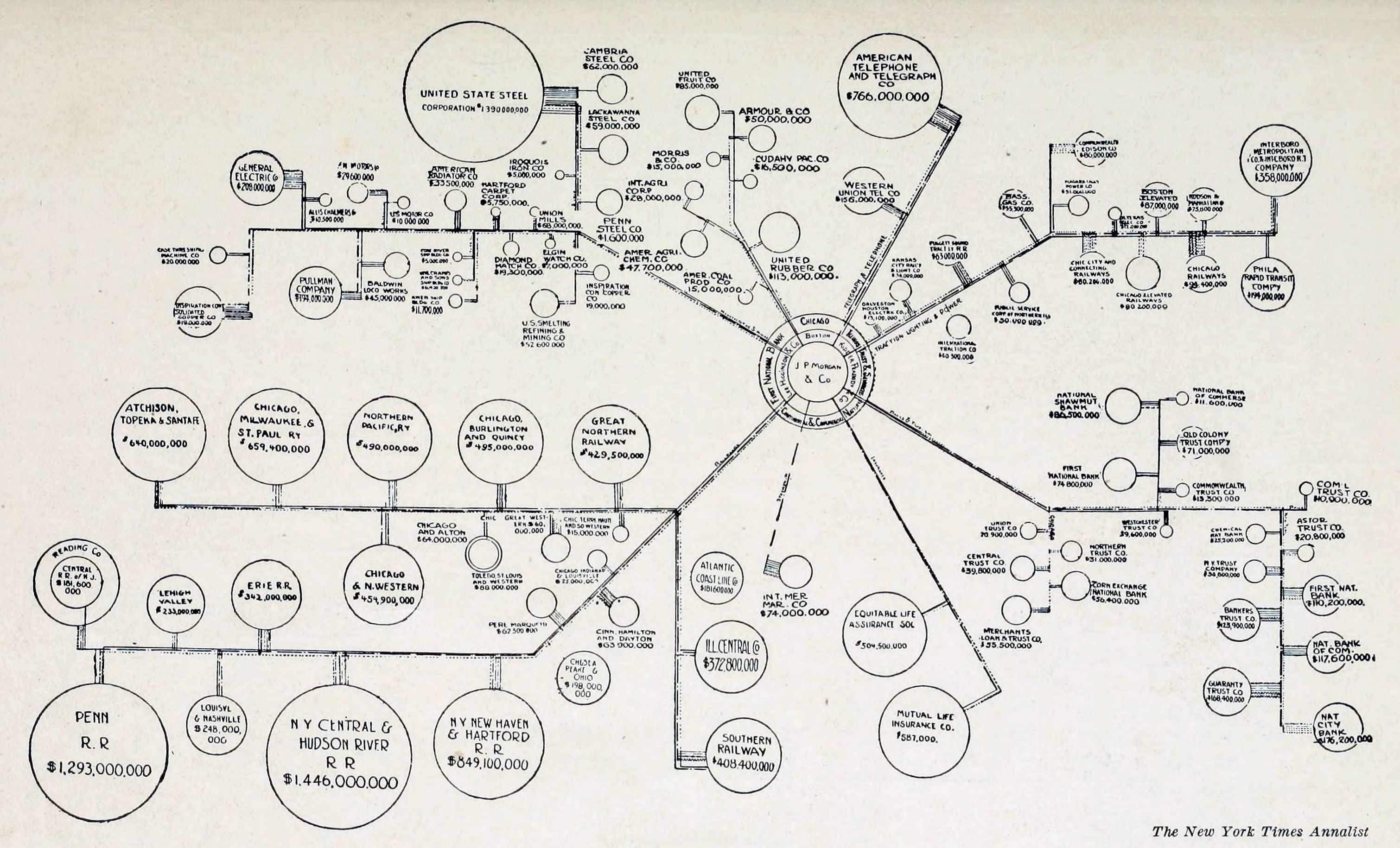
Influenza della J.P. Morgan nelle grandi società, 1914

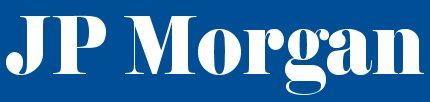
Il logo della J.P. Morgan & Co. prima della fusione con la Chase Manhattan Bank nel 2000.

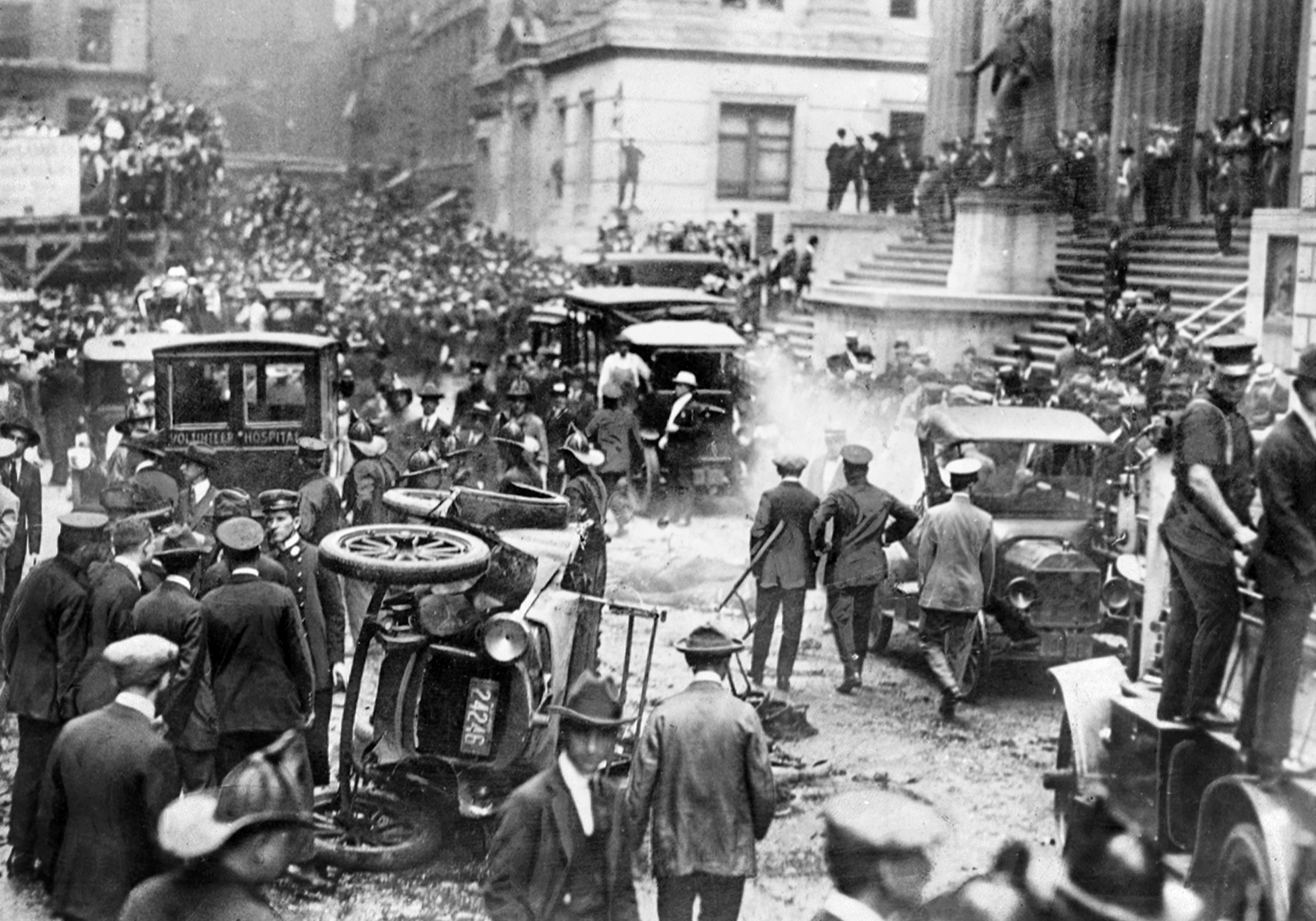
Il quartier generale della J.P. Morgan a New York in seguito all'esplosione di una bomba il 16 settembre 1920, la quale uccise 38 persone e ne ferì oltre 400.

La J.P. Morgan & Co. nacque dalla società Drexel, Morgan & Co., che nel 1895 fu ribattezzata J.P. Morgan & Co.. J.P. Morgan & Co. finanziò la costituzione della United States Steel, che rilevò l'attività di Andrew Carnegie e altri, divenendo la prima società al mondo del valore di più di un miliardo di dollari. Nel 1895 J.P. Morgan & Co. prestò al governo degli Stati Uniti 62 milioni di dollari in oro per l'emissione di obbligazioni e per ripristinare l'eccedenza di tesoreria. Nel 1892 la società iniziò a finanziare la New York, New Haven e Hartford Railroad e la guidò attraverso una serie di acquisizioni che ne fecero la principale società ferroviaria nel New England.
Costruita nel 1914, la sede al 23 Wall Street fu il quartier generale della banca per decenni. Il 16 settembre 1920 una bomba terroristica esplose di fronte alla banca, ferendo 400 persone e uccidendone 38. Poco prima che la bomba esplodesse, un foglio che avvertiva della bomba fu lasciato in una cassetta postale all'angolo tra Cedar Street e Broadway. Il caso non è mai stato risolto e venne archiviato dall'FBI nel 1940.
Nell'agosto del 1914, Henry Pomeroy Davison, un socio di Morgan, fece un accordo con la Banca d'Inghilterra per dare alla J.P. Morgan & Co. il monopolio per la sottoscrizione di obbligazioni di guerra per il Regno Unito e la Francia. La Banca d'Inghilterra divenne una "agenzia" della J.P. Morgan & Co., e viceversa. La società, inoltre, investì nei fornitori di attrezzature da guerra in Gran Bretagna e Francia.
Negli anni '30 J.P. Morgan & Co. e tutte le banche integrate negli Stati Uniti furono obbligate dal Glass-Steagall Act a separare i loro investimenti bancari dalle loro operazioni bancarie commerciali. La J.P. Morgan & Co. scelse di operare come banca commerciale.
Nel 1935, dopo essere stata esclusa dall'operatività sui titoli per oltre un anno, la direzione della J.P. Morgan chiuse l'attività di investimento bancario. Gli azionisti di J.P. Morgan Henry S. Morgan (figlio di Jack Morgan e nipote di J. Pierpont Morgan) e Harold Stanley furono tra i fondatori della Morgan Stanley, il 16 settembre 1935. Per rafforzarsi, nel 1959 J.P. Morgan si fuse con la Guaranty Trust Company di New York per formare la Morgan Guaranty Trust Company. La banca avrebbe continuato a operare come Morgan Guaranty Trust fino agli anni '80, prima di tornare all'utilizzo del marchio J.P. Morgan. Nel 1984 il gruppo acquistò la Purdue National Corporation di Lafayette Indiana. Nel 1988 la società iniziò nuovamente ad operare esclusivamente come J.P. Morgan & Co.

### Bank One Corporation

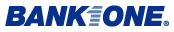
Logo della Bank One.

Nel 2004 JPMorgan Chase si fuse con la Bank One Corporation di Chicago, assumendo l'attuale presidente e CEO Jamie Dimon come presidente e COO. Succedette all'ex CEO William B. Harrison, Jr.. Dimon introdusse nuove strategie di riduzione dei costi e sostituì gli ex dirigenti di JPMorgan Chase in posizioni chiave con i dirigenti di Bank One, molti dei quali erano con Dimon presso Citigroup. Dimon divenne CEO nel dicembre 2005 e presidente nel dicembre 2006.
Bank One Corporation venne costituita con la fusione nel 1998 di Banc One di Columbus e la First Chicago NBD. Questa fusione è stata considerata un fallimento fino a quando Dimon non assunse e riformò le pratiche della nuova società. Dimon apportò modifiche per rendere la Bank One Corporation un valido partner di fusione per JPMorgan Chase.
La Bank One Corporation, precedentemente chiamata First Bancgroup of Ohio,venne fondata come holding della City National Bank of Columbus (Ohio) e di diverse altre banche in quello stato, tutte ribattezzate "Bank One" quando la holding venne ribattezzata Banc One Corporation. Con l'inizio del sistema bancario interstatale, queste si diffusero in altri stati, rinominando sempre le banche acquisite in "Bank One". Dopo la fusione con la First NBD di Chicago, i risultati finanziari negativi portarono al licenziamento del CEO John B. McCoy, il cui padre e nonno avevano diretto Banc One e i suoi predecessori. JPMorgan Chase completò l'acquisizione della Bank One nel terzo trimestre del 2004.

### Bear Stearns

Il logo della Bear Stearns

Alla fine del 2007, Bear Stearns era la quinta banca di investimento più grande negli Stati Uniti, ma la sua capitalizzazione di mercato si era deteriorata durante la seconda metà dell'anno. Nel giorno di venerdì 14 marzo 2008, Bear Stearns perse il 47% del suo valore di mercato azionario in quanto sono emerse voci secondo cui i clienti stavano prelevando capitali dalla banca. Nel fine settimana successivo, si scoprì che Bear Stearns poteva rivelarsi insolvente e il 15 marzo 2008 la Federal Reserve elaborò un accordo per impedire una più ampia crisi sistemica dal crollo di Bear Stearns.
Il 16 marzo 2008, dopo un fine settimana di intense trattative tra JPMorgan, Bear e il governo federale, JPMorgan Chase annunciò i suoi piani per acquisire Bear Stearns in uno scambio di azioni dal valore di 2 dollari per azione o 240 milioni di dollari in attesa dell'approvazione degli azionisti prevista entro 90 giorni. Nel frattempo, JPMorgan Chase accettò di garantire tutte le negoziazioni e i flussi dei processi aziendali di Bear Stearns. Il 18 marzo 2008, JPMorgan Chase annunciò ufficialmente l'acquisizione di Bear Stearns per 236 milioni di dollari. L'accordo di scambio di azioni venne firmato quella notte.
Il 24 marzo 2008, dopo che il malcontento del pubblico per il basso prezzo di acquisizione minacciò la chiusura dell'accordo, venne annunciata un'offerta rivista a circa 10 dollari per azione. In base ai termini rivisti, JPMorgan acquisì immediatamente anche una partecipazione del 39,5% in Bear Stearns utilizzando azioni di nuova emissione al nuovo prezzo di offerta ed ottenne un impegno dal consiglio di amministrazione, che rappresentava un altro 10% del capitale sociale, che i suoi membri avrebbero votato a favore del nuovo accordo. Con impegni sufficienti a garantire il successo del voto degli azionisti, la fusione venne completata il 30 maggio 2008.

### Washington Mutual
Il 25 settembre 2008, JPMorgan Chase acquistò la maggior parte delle operazioni bancarie di Washington Mutual dall'amministrazione controllata della Federal Deposit Insurance Corporation. Quella notte, l'Office of Thrift Supervision, in quello che fu di gran lunga il più grande fallimento bancario nella storia americana, aveva sequestrato la Washington Mutual Bank e l'aveva posta in amministrazione controllata. La FDIC vendette i beni della banca, garantendosi obbligazioni di debito e depositi a JPMorgan Chase & Co per 1,836 miliardi di dollari, la quale riaprì la banca il giorno seguente. A seguito dell'acquisizione, gli azionisti della Washington Mutual persero tutto il loro capitale.
JPMorgan Chase raccolse 10 miliardi di dollari in una vendita di azioni per coprire le svalutazioni e perdite dopo l'assunzione di depositi e filiali di Washington Mutual. Attraverso l'acquisizione, JPMorgan ora possiede i precedenti conti di Providian Financial, un'emittente di carte di credito della WaMu, acquisita nel 2005. La società annunciò l'intenzione di completare il rebranding delle filiali di Washington Mutual a Chase entro la fine del 2009.
L'amministratore delegato Alan H. Fishman ricevette 7,5 milioni di dollari di bonus di accesso e liquidazione in contanti di 11,6 milioni di dollari dopo essere stato CEO per 17 giorni.

#### L’accordo transattivo del 2013
Il 19 novembre 2013, il Dipartimento di Giustizia annunciò che la JPMorgan Chase aveva accettato di pagare 13 miliardi di dollari per liquidare le indagini sulle sue pratiche commerciali relative ai titoli garantiti da ipoteca. Di tale importo, 9 miliardi di dollari erano sanzioni e multe, mentre i restanti 4 miliardi di dollari erano sgravi per i consumatori. Questo è stato il più grande insediamento aziendale fino ad oggi. La condotta presso Bear Stearns e Washington Mutual prima delle loro acquisizioni del 2008 ha rappresentato in gran parte delle presunte irregolarità. L'accordo non ha chiuso la faccenda delle accuse penali.

### Altre acquisizioni recenti
Nel 2006 JPMorgan Chase acquisì la Collegiate Funding Services, una società di portafoglio della società di private equity Lightyear Capital, per 663 milioni di dollari. La CFS è stata utilizzata come base per i Chase Student Loans, precedentemente noti come Chase Education Finance.
Nell'aprile 2006, JPMorgan Chase ha acquisito la rete bancaria al dettaglio e per le piccole imprese della Bank of New York Mellon. L'acquisizione diede a Chase l'accesso a 339 filiali aggiuntive a New York, New Jersey e Connecticut.
Nel marzo 2008, JPMorgan ha acquisito la società di compensazione del carbonio con sede nel Regno Unito ClimateCare.
Nel novembre 2009, JPMorgan annunciò che avrebbe acquisito il saldo di JPMorgan Cazenove, una joint venture di consulenza e sottoscrizione fondata nel 2004 con il gruppo Cazenove, per 1 miliardo di sterline.
.

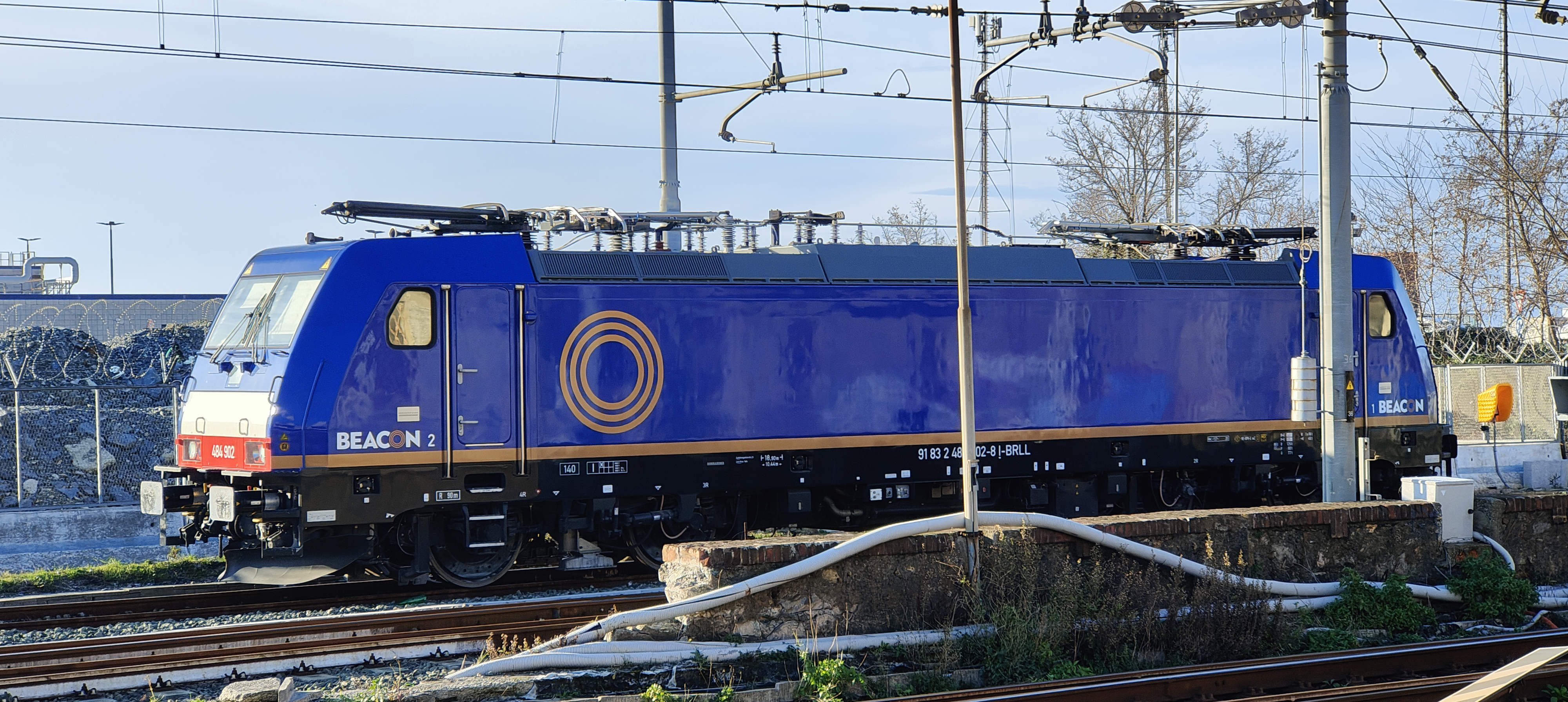
La TRAXX 484.902 della società locomotive a noleggio Beacon a Genova Voltri

Nel gennaio 2013, JPMorgan ha acquisito Bloomspot, una startup con sede a San Francisco nello spazio "offerte" per 35 milioni di dollari. Poco dopo l'acquisizione, il servizio è stato chiuso.
Nell'aprile 2017 JPMorgan compra da Mitsubishi UFJ (che comprò a sua volta il gruppo finanziario ALLCO di Sydney e di cui Beacon Rail - fondata nel 2009 - faceva già parte) la società di noleggio locomotive merci (e passeggeri) Beacon Rail,  con sede a Londra che possiede 776 locomotive, opera in Inghilterra ed Europa e che a novembre 2023 ha ordinato 10 Vectron
La Beacon Rail a sua volta attraverso l'acquisto della società nipponica MRCE si pone come una delle più grandi società di noleggio locomotive. L'operazione iniziata ad Agosto 2023 si dovrebbe concludere nei primi mesi del 2024 dopo l'approvazione della commissione dell'Autorità Europea per la concorrenza.

### Cronologia delle acquisizioni
Di seguito sono illustrate le principali fusioni e acquisizioni della società e i suoi predecessori storici, anche se non si tratta di un elenco completo:
|  | The Chemical Bank of New York (fondato 1823)          |
|  |                                                       |
|  | Citizens National Bank (fondato 1851, acquisito 1920) |
|  |                                                       |
|  | Corn Exchange Bank (fondato 1852, acquisito 1954)     |
|  |                                                       |
|  | New York Trust Company (acquisito 1959)               |
|  |                                                       |
|  | Texas Commerce Bank (fondato 1866, acquisito 1986)    |
|  |                                                       |

|  | Manufacturers Trust Company (fondato 1905) |
|  |                                            |
|  | Hanover Bank (fondato 1873)                |
|  |                                            |

|  | The Chemical Bank of New York (fondato 1823)          |
|  |                                                       |
|  | Citizens National Bank (fondato 1851, acquisito 1920) |
|  |                                                       |
|  | Corn Exchange Bank (fondato 1852, acquisito 1954)     |
|  |                                                       |
|  | New York Trust Company (acquisito 1959)               |
|  |                                                       |
|  | Texas Commerce Bank (fondato 1866, acquisito 1986)    |
|  |                                                       |

|  | Manufacturers Trust Company (fondato 1905) |
|  |                                            |
|  | Hanover Bank (fondato 1873)                |
|  |                                            |

|  | The "Bank" of the Manhattan Company (fondato 1799)         |
|  |                                                            |
|  | Chase National Bank of the City of New York (fondato 1877) |
|  |                                                            |

|  | The Chemical Bank of New York (fondato 1823)          |
|  |                                                       |
|  | Citizens National Bank (fondato 1851, acquisito 1920) |
|  |                                                       |
|  | Corn Exchange Bank (fondato 1852, acquisito 1954)     |
|  |                                                       |
|  | New York Trust Company (acquisito 1959)               |
|  |                                                       |
|  | Texas Commerce Bank (fondato 1866, acquisito 1986)    |
|  |                                                       |

|  | Manufacturers Trust Company (fondato 1905) |
|  |                                            |
|  | Hanover Bank (fondato 1873)                |
|  |                                            |

|  | The Chemical Bank of New York (fondato 1823)          |
|  |                                                       |
|  | Citizens National Bank (fondato 1851, acquisito 1920) |
|  |                                                       |
|  | Corn Exchange Bank (fondato 1852, acquisito 1954)     |
|  |                                                       |
|  | New York Trust Company (acquisito 1959)               |
|  |                                                       |
|  | Texas Commerce Bank (fondato 1866, acquisito 1986)    |
|  |                                                       |

|  | Manufacturers Trust Company (fondato 1905) |
|  |                                            |
|  | Hanover Bank (fondato 1873)                |
|  |                                            |

|  | The "Bank" of the Manhattan Company (fondato 1799)         |
|  |                                                            |
|  | Chase National Bank of the City of New York (fondato 1877) |
|  |                                                            |

|  | Guaranty Trust Company of New York (fondato 1866)        |
|  |                                                          |
|  | J.P. Morgan & Co. ("The House of Morgan") (fondato 1895) |
|  |                                                          |

|  | The Chemical Bank of New York (fondato 1823)          |
|  |                                                       |
|  | Citizens National Bank (fondato 1851, acquisito 1920) |
|  |                                                       |
|  | Corn Exchange Bank (fondato 1852, acquisito 1954)     |
|  |                                                       |
|  | New York Trust Company (acquisito 1959)               |
|  |                                                       |
|  | Texas Commerce Bank (fondato 1866, acquisito 1986)    |
|  |                                                       |

|  | Manufacturers Trust Company (fondato 1905) |
|  |                                            |
|  | Hanover Bank (fondato 1873)                |
|  |                                            |

|  | The Chemical Bank of New York (fondato 1823)          |
|  |                                                       |
|  | Citizens National Bank (fondato 1851, acquisito 1920) |
|  |                                                       |
|  | Corn Exchange Bank (fondato 1852, acquisito 1954)     |
|  |                                                       |
|  | New York Trust Company (acquisito 1959)               |
|  |                                                       |
|  | Texas Commerce Bank (fondato 1866, acquisito 1986)    |
|  |                                                       |

|  | Manufacturers Trust Company (fondato 1905) |
|  |                                            |
|  | Hanover Bank (fondato 1873)                |
|  |                                            |

|  | The "Bank" of the Manhattan Company (fondato 1799)         |
|  |                                                            |
|  | Chase National Bank of the City of New York (fondato 1877) |
|  |                                                            |

|  | The Chemical Bank of New York (fondato 1823)          |
|  |                                                       |
|  | Citizens National Bank (fondato 1851, acquisito 1920) |
|  |                                                       |
|  | Corn Exchange Bank (fondato 1852, acquisito 1954)     |
|  |                                                       |
|  | New York Trust Company (acquisito 1959)               |
|  |                                                       |
|  | Texas Commerce Bank (fondato 1866, acquisito 1986)    |
|  |                                                       |

|  | Manufacturers Trust Company (fondato 1905) |
|  |                                            |
|  | Hanover Bank (fondato 1873)                |
|  |                                            |

|  | The Chemical Bank of New York (fondato 1823)          |
|  |                                                       |
|  | Citizens National Bank (fondato 1851, acquisito 1920) |
|  |                                                       |
|  | Corn Exchange Bank (fondato 1852, acquisito 1954)     |
|  |                                                       |
|  | New York Trust Company (acquisito 1959)               |
|  |                                                       |
|  | Texas Commerce Bank (fondato 1866, acquisito 1986)    |
|  |                                                       |

|  | Manufacturers Trust Company (fondato 1905) |
|  |                                            |
|  | Hanover Bank (fondato 1873)                |
|  |                                            |

|  | The "Bank" of the Manhattan Company (fondato 1799)         |
|  |                                                            |
|  | Chase National Bank of the City of New York (fondato 1877) |
|  |                                                            |

|  | Guaranty Trust Company of New York (fondato 1866)        |
|  |                                                          |
|  | J.P. Morgan & Co. ("The House of Morgan") (fondato 1895) |
|  |                                                          |

|  | City National Bank & Trust Company |
|  |                                    |
|  | Farmers Saving & Trust Company     |
|  |                                    |

|  | First Chicago Corp. (fondato 1863)                                     |
|  |                                                                        |
|  | NBD Bancorp. (precedentemente National Bank of Detroit) (fondato 1933) |
|  |                                                                        |

|  | City National Bank & Trust Company |
|  |                                    |
|  | Farmers Saving & Trust Company     |
|  |                                    |

|  | First Chicago Corp. (fondato 1863)                                     |
|  |                                                                        |
|  | NBD Bancorp. (precedentemente National Bank of Detroit) (fondato 1933) |
|  |                                                                        |

|  | Washington Mutual (fondato 1889)      |
|  |                                       |
|  | Great Western Bank (acquisito 1997)   |
|  |                                       |
|  | H. F. Ahmanson & Co. (acquisito 1998) |
|  |                                       |
|  | Bank United of Texas (acquisito 2001) |
|  |                                       |
|  | Dime Bancorp, Inc. (acquisito 2002)   |
|  |                                       |
|  | Providian Financial (acquisito 2005)  |
|  |                                       |

|  | The Chemical Bank of New York (fondato 1823)          |
|  |                                                       |
|  | Citizens National Bank (fondato 1851, acquisito 1920) |
|  |                                                       |
|  | Corn Exchange Bank (fondato 1852, acquisito 1954)     |
|  |                                                       |
|  | New York Trust Company (acquisito 1959)               |
|  |                                                       |
|  | Texas Commerce Bank (fondato 1866, acquisito 1986)    |
|  |                                                       |

|  | Manufacturers Trust Company (fondato 1905) |
|  |                                            |
|  | Hanover Bank (fondato 1873)                |
|  |                                            |

|  | The Chemical Bank of New York (fondato 1823)          |
|  |                                                       |
|  | Citizens National Bank (fondato 1851, acquisito 1920) |
|  |                                                       |
|  | Corn Exchange Bank (fondato 1852, acquisito 1954)     |
|  |                                                       |
|  | New York Trust Company (acquisito 1959)               |
|  |                                                       |
|  | Texas Commerce Bank (fondato 1866, acquisito 1986)    |
|  |                                                       |

|  | Manufacturers Trust Company (fondato 1905) |
|  |                                            |
|  | Hanover Bank (fondato 1873)                |
|  |                                            |

|  | The "Bank" of the Manhattan Company (fondato 1799)         |
|  |                                                            |
|  | Chase National Bank of the City of New York (fondato 1877) |
|  |                                                            |

|  | The Chemical Bank of New York (fondato 1823)          |
|  |                                                       |
|  | Citizens National Bank (fondato 1851, acquisito 1920) |
|  |                                                       |
|  | Corn Exchange Bank (fondato 1852, acquisito 1954)     |
|  |                                                       |
|  | New York Trust Company (acquisito 1959)               |
|  |                                                       |
|  | Texas Commerce Bank (fondato 1866, acquisito 1986)    |
|  |                                                       |

|  | Manufacturers Trust Company (fondato 1905) |
|  |                                            |
|  | Hanover Bank (fondato 1873)                |
|  |                                            |

|  | The Chemical Bank of New York (fondato 1823)          |
|  |                                                       |
|  | Citizens National Bank (fondato 1851, acquisito 1920) |
|  |                                                       |
|  | Corn Exchange Bank (fondato 1852, acquisito 1954)     |
|  |                                                       |
|  | New York Trust Company (acquisito 1959)               |
|  |                                                       |
|  | Texas Commerce Bank (fondato 1866, acquisito 1986)    |
|  |                                                       |

|  | Manufacturers Trust Company (fondato 1905) |
|  |                                            |
|  | Hanover Bank (fondato 1873)                |
|  |                                            |

|  | The "Bank" of the Manhattan Company (fondato 1799)         |
|  |                                                            |
|  | Chase National Bank of the City of New York (fondato 1877) |
|  |                                                            |

|  | Guaranty Trust Company of New York (fondato 1866)        |
|  |                                                          |
|  | J.P. Morgan & Co. ("The House of Morgan") (fondato 1895) |
|  |                                                          |

|  | The Chemical Bank of New York (fondato 1823)          |
|  |                                                       |
|  | Citizens National Bank (fondato 1851, acquisito 1920) |
|  |                                                       |
|  | Corn Exchange Bank (fondato 1852, acquisito 1954)     |
|  |                                                       |
|  | New York Trust Company (acquisito 1959)               |
|  |                                                       |
|  | Texas Commerce Bank (fondato 1866, acquisito 1986)    |
|  |                                                       |

|  | Manufacturers Trust Company (fondato 1905) |
|  |                                            |
|  | Hanover Bank (fondato 1873)                |
|  |                                            |

|  | The Chemical Bank of New York (fondato 1823)          |
|  |                                                       |
|  | Citizens National Bank (fondato 1851, acquisito 1920) |
|  |                                                       |
|  | Corn Exchange Bank (fondato 1852, acquisito 1954)     |
|  |                                                       |
|  | New York Trust Company (acquisito 1959)               |
|  |                                                       |
|  | Texas Commerce Bank (fondato 1866, acquisito 1986)    |
|  |                                                       |

|  | Manufacturers Trust Company (fondato 1905) |
|  |                                            |
|  | Hanover Bank (fondato 1873)                |
|  |                                            |

|  | The "Bank" of the Manhattan Company (fondato 1799)         |
|  |                                                            |
|  | Chase National Bank of the City of New York (fondato 1877) |
|  |                                                            |

|  | The Chemical Bank of New York (fondato 1823)          |
|  |                                                       |
|  | Citizens National Bank (fondato 1851, acquisito 1920) |
|  |                                                       |
|  | Corn Exchange Bank (fondato 1852, acquisito 1954)     |
|  |                                                       |
|  | New York Trust Company (acquisito 1959)               |
|  |                                                       |
|  | Texas Commerce Bank (fondato 1866, acquisito 1986)    |
|  |                                                       |

|  | Manufacturers Trust Company (fondato 1905) |
|  |                                            |
|  | Hanover Bank (fondato 1873)                |
|  |                                            |

|  | The Chemical Bank of New York (fondato 1823)          |
|  |                                                       |
|  | Citizens National Bank (fondato 1851, acquisito 1920) |
|  |                                                       |
|  | Corn Exchange Bank (fondato 1852, acquisito 1954)     |
|  |                                                       |
|  | New York Trust Company (acquisito 1959)               |
|  |                                                       |
|  | Texas Commerce Bank (fondato 1866, acquisito 1986)    |
|  |                                                       |

|  | Manufacturers Trust Company (fondato 1905) |
|  |                                            |
|  | Hanover Bank (fondato 1873)                |
|  |                                            |

|  | The "Bank" of the Manhattan Company (fondato 1799)         |
|  |                                                            |
|  | Chase National Bank of the City of New York (fondato 1877) |
|  |                                                            |

|  | Guaranty Trust Company of New York (fondato 1866)        |
|  |                                                          |
|  | J.P. Morgan & Co. ("The House of Morgan") (fondato 1895) |
|  |                                                          |

|  | City National Bank & Trust Company |
|  |                                    |
|  | Farmers Saving & Trust Company     |
|  |                                    |

|  | First Chicago Corp. (fondato 1863)                                     |
|  |                                                                        |
|  | NBD Bancorp. (precedentemente National Bank of Detroit) (fondato 1933) |
|  |                                                                        |

|  | City National Bank & Trust Company |
|  |                                    |
|  | Farmers Saving & Trust Company     |
|  |                                    |

|  | First Chicago Corp. (fondato 1863)                                     |
|  |                                                                        |
|  | NBD Bancorp. (precedentemente National Bank of Detroit) (fondato 1933) |
|  |                                                                        |

|  | Washington Mutual (fondato 1889)      |
|  |                                       |
|  | Great Western Bank (acquisito 1997)   |
|  |                                       |
|  | H. F. Ahmanson & Co. (acquisito 1998) |
|  |                                       |
|  | Bank United of Texas (acquisito 2001) |
|  |                                       |
|  | Dime Bancorp, Inc. (acquisito 2002)   |
|  |                                       |
|  | Providian Financial (acquisito 2005)  |
|  |                                       |

### Storia recente
Nell'ottobre 2014, JPMorgan ha venduto la sua unità di trading di materie prime a Mercuria per 800 milioni di dollari, un quarto della valutazione iniziale di 3,5 miliardi di dollari, in quanto la transazione escludeva alcune scorte di petrolio e metalli e altre attività.
Nel marzo 2016, JPMorgan ha deciso di non finanziare miniere di carbone e centrali a carbone nei paesi ricchi. Nel settembre 2016, JPMorgan ha effettuato un investimento azionario in InvestCloud. Nel dicembre 2016, 14 ex dirigenti della società di investimento Wendel sono stati processati per frode fiscale mentre JP Morgan Chase doveva essere perseguita per complicità. Jean-Bernard Lafonta è stato condannato per aver diffuso informazioni false e per insider trading e multato per 1,5 milioni di euro.
Nel marzo 2017, Lawrence Obracanik, un ex dipendente di JPMorgan Chase & Co, si è dichiarato colpevole di accuse penali per aver rubato più di 5 milioni di dollari dalla società di lavoro per pagare i debiti personali. Nel giugno 2017, Matt Zames, l'ex COO della banca, ha deciso di lasciare l'azienda. Nel dicembre 2017, JP Morgan è stato citato in giudizio dal governo nigeriano per 875 milioni di dollari: secondo la Nigeria tale cifra è stata trasferita da JP Morgan a un ex ministro corrotto. La Nigeria ha accusato JP Morgan di essere "gravemente negligente".
Nell'ottobre 2018, l'agenzia di stampa Reuters ha riferito che JP Morgan «ha accettato di pagare 5,3 milioni di dollari per risolvere le accuse di aver violato la Cuban Assets Control Regulations, le sanzioni iraniane e le sanzioni sulle armi di distruzione di massa 87 volte», come affermato dal Dipartimento del tesoro degli Stati Uniti d'America.
Nel febbraio 2019, JP Morgan ha annunciato il lancio di JPM Coin, un token digitale che verrà utilizzato per regolare le transazioni tra i clienti della sua attività di pagamenti all'ingrosso. È la prima criptovaluta emessa da una banca degli Stati Uniti.
Nel settembre 2020, la società ha ammesso di aver manipolato i futures sui metalli preziosi e i mercati dei titoli di Stato in un periodo di otto anni. Si è accordato con il Dipartimento di Giustizia degli Stati Uniti, la Securities and Exchange Commission degli Stati Uniti e la Commodity Futures Trading Commission per il pagamento di $ 920 milioni. JPMorgan non dovrà affrontare accuse penali, tuttavia, si lancerà in un accordo di rinvio a giudizio per tre anni.
Nel settembre 2021, JPMorgan Chase è entrata nel mercato bancario al dettaglio del Regno Unito con il lancio di un conto corrente basato su app con il marchio Chase. Questa è la prima operazione bancaria al dettaglio della società al di fuori degli Stati Uniti.

### Sinossi cronologica
Nell'albero genealogico di JP Morgan Chase figurano quasi un migliaio di antenati (banche di credito ordinario, banche d'affari e holding) confluiti nel corso di oltre due secoli nell'attuale colosso. I flussi principali derivano dai seguenti eventi:
- Nel 1799 Aaron Burr (poi vice presidente degli USA) fonda la "Bank of the Manhattan Company".
- Nel 1871 il leggendario finanziere John Pierpont Morgan e Anthony Joseph Drexel, un banchiere di Filadelfia, fondano la "Drexel, Morgan & Co", che poi sarebbe diventata la J.P. Morgan & Co.
- Nel 1877 John Thompson (editore e finanziere di Wall Street) fonda la "Chase National Bank" (così chiamata in onore di Salomon P. Chase, segretario del Tesoro di Abramo Lincoln), che nel 1930 diventa il più grande istituto di credito del mondo.
- Nel 1930 "Chase National Bank" si fonde con la "Equitable Trust Company", controllata dalla famiglia Rockefeller.
- Nel 1955 "Chase National Bank" e "Bank of the Manhattan Company" si fondono nella "Chase Manhattan Bank".
- Nel 1996 "Chase Manhattan Corp." si fonde con "Chemical Banking Corp.", dando vita alla maggiore holding bancaria.
- JPMorgan Chase nasce nel 2000 con la fusione tra "Chase Manhattan Corporation" e "J.P. Morgan & Co.".
- Nel 2004 l'azienda acquista la Bank One of Chicago, quinto gruppo bancario USA.
- Nel 2006 acquisisce il controllo di "Manhattan Financial Corp" che si fonde con "Morgan Manhattan & Co."
- Nel marzo 2008 acquista per 10 dollari ad azione la Bear Stearns, la quinta banca d'affari americana profondamente coinvolta nella crisi dei mutui subprime, per una somma complessiva di circa 1,2 miliardi di dollari:[68] un prezzo lontano dai livelli pre-crisi di 133 dollari per azione e non troppo distante dai 2 dollari per azione originariamente stabiliti nell'accordo tra Bear Stearns e JPMorgan Chase.[69][70]
- Nel settembre 2008 acquisisce la maggior parte delle operazioni bancarie (le attività, le obbligazioni di debito garantite e i depositi bancari) di Washington Mutual Bank, la più grande Cassa di risparmio americana con sede a Seattle e soffocata dai mutui subprime, da parte del curatore fallimentare della Federal Deposit Insurance Corporation. L'acquisizione di quello che è stato uno dei più grandi fallimenti bancari della storia americana, avviene per 1,836 miliardi di dollari. L'indomani JPMorgan Chase riapre la banca. Come risultato dell'acquisizione, gli azionisti di Washington Mutual (WaMu) perdono tutto il loro capitale.[71] Per coprire svalutazioni e perdite dovute a WaMu (una trentina di miliardi),[72] JPMorgan Chase vende proprie azioni raccogliendo 10 miliardi di dollari. Attraverso l'acquisizione JP Morgan Chase prende il controllo di Providian Financial, un'emittente di carte di credito di Washington Mutual[73]

## Dati finanziari
| Year                    | 1998  | 1999  | 2000  | 2001  | 2002  | 2003  | 2004  | 2005  | 2006  | 2007  | 2008  | 2009  | 2010  | 2011  | 2012  | 2013  | 2014  | 2015  | 2016  | 2017  | 2018   |
| ----------------------- | ----- | ----- | ----- | ----- | ----- | ----- | ----- | ----- | ----- | ----- | ----- | ----- | ----- | ----- | ----- | ----- | ----- | ----- | ----- | ----- | ------ |
| Fatturato               | 25.87 | 31.15 | 33.19 | 29.34 | 29.61 | 33.19 | 42.74 | 54.25 | 62.00 | 71.37 | 67.25 | 100.4 | 102.7 | 97.23 | 97.03 | 96.61 | 94.21 | 93.54 | 95.67 | 99.62 | 109.03 |
| Utile netto             | 4.745 | 7.501 | 5.727 | 1.694 | 1.663 | 6.719 | 4.466 | 8.483 | 14.44 | 15.37 | 5.605 | 11.73 | 17.37 | 18.98 | 21.28 | 17.92 | 21.76 | 24.44 | 24.73 | 24.44 | 32.47  |
| Assets                  | 626.9 | 667.0 | 715.3 | 693.6 | 758.8 | 770.9 | 1,157 | 1,199 | 1,352 | 1,562 | 2,175 | 2,032 | 2,118 | 2,266 | 2,359 | 2,416 | 2,573 | 2,352 | 2,491 | 2,534 | 2,623  |
| Patrimonio netto        | 35.10 | 35.06 | 42.34 | 41.10 | 42.31 | 46.15 | 105.7 | 107.2 | 115.8 | 123.2 | 166.9 | 165.4 | 176.1 | 183.6 | 204.1 | 210.9 | 231.7 | 247.6 | 254.2 | 255.7 | 256.5  |
| Capitalizzazione        |       |       |       |       |       | 75.03 | 138.7 | 138.4 | 167.2 | 147.0 | 117.7 | 164.3 | 165.9 | 125.4 | 167.3 | 219.7 | 232.5 | 241.9 | 307.3 | 366.3 | 319.8  |
| Personale (in migliaia) |       |       |       |       |       | 96.37 | 161.0 | 168.8 | 174.4 | 180.7 | 225.0 | 222.3 | 239.8 | 260.2 | 259.0 | 251.2 | 241.4 | 234.6 | 243.4 | 252.5 | 256.1  |

Nota. Per anni 1998, 1999 e 2000 le cifre sono combinate per The Chase Manhattan Corporation e JPMorgan & Co. Incorporated come se la fusione tra loro fosse già avvenuta.
JPMorgan Chase era la più grande banca alla fine del 2008 come singola banca (escluse le filiali). A partire dal 2019, JPMorgan Chase è al 18º posto nella classifica di Fortune 500 delle maggiori società statunitensi per fatturato totale.

## Operazioni
All'inizio del 2011, la società ha annunciato che con l'uso di supercomputer, il tempo impiegato per valutare il rischio era stato notevolmente ridotto, dal giungere a una conclusione in poche ore a quelli che ora sono minuti. La società bancaria utilizza per questo calcolo la tecnologia Field Programmable Gate Array.

### Storia
La banca iniziò le operazioni in Giappone nel 1924, in Australia durante la parte successiva del diciannovesimo secolo, e in Indonesia all'inizio degli anni '20. Un ufficio della Equitable Eastern Banking Corporation (uno dei predecessori di JP Morgan) aprì una filiale in Cina nel 1921 e lì fu fondata la Chase National Bank nel 1923. La banca operò in Arabia Saudita e India dagli anni '30. Chase Manhattan Bank ha aperto un ufficio in Corea del Sud nel 1967. La presenza dell'azienda in Grecia risale al 1968. Un ufficio di JPMorgan fu aperto a Taiwan nel 1970, in Russia (Unione Sovietica) nel 1973, e le operazioni nordiche iniziarono nello stesso anno. Le operazioni in Polonia sono iniziate nel 1995.

## Vertici della società
Jamie Dimon è presidente e A.D. della JPMorgan Chase. L'accordo di acquisizione di Bank One nel 2004, è stato progettato in parte per reclutare Dimon in JPMorgan Chase. Egli è diventato amministratore delegato alla fine del 2005. Dimon è stato lodato per la sua leadership durante la crisi finanziaria del 2008. Sotto la sua guida, JPMorgan Chase salvò due banche in difficoltà durante la crisi. Sebbene Dimon abbia criticato pubblicamente le rigide politiche sull'immigrazione del governo americano, a luglio 2018, la sua azienda ha azioni da 1,6 milioni di dollari nella Sterling Construction, società incaricata di costruire un muro massiccio sul confine tra Stati Uniti e Messico.

### Consiglio d'amministrazione
A partire dal 17 maggio 2020:
- Jamie Dimon, presidente e A.D. di JPMorgan Chase;
- Linda Bammann, ex dirigente di JPMOrgan e Bank One;
- James A. Bell, ex presidente e A.D. di Boeing;
- Steve Burke, presidente di NBCUniversal;
- Todd Combs, A.D. di GEICO;
- James Crown, presidente di Henry Crown and Company;
- Timothy Flynn, ex presidente e A.D. di KPMG;
- Mellody Hobson, A.D. di Ariel Investments;
- Laban Jackson, presidente e A.D. di Clear Creek Properties;
- Michael Neal, A.D. di GE Capital;
- Lee Raymond, ex presidente e A.D. di ExxonMobil.

## Ex dipendenti degni di nota

### Business
- Winthrop Aldrich - figlio del defunto senatore Nelson Aldrich;
- Andrew Crockett - ex direttore generale della Banca dei regolamenti internazionali (1994–2003);
- Pierre Danon - presidente di Eircom;
- Dina Dublon - membro del consiglio di amministrazione di Microsoft, Accenture e PepsiCo ed ex vicepresidente esecutivo e direttore finanziario di JPMorgan Chase;
- Maria Elena Lagomasino - membro del consiglio di amministrazione della The Coca-Cola Company ed ex CEO di JPMorgan Private Bank;
- Jacob A. Frenkel - ex Governatore della Bank of Israel;
- Thomas W. Lamont - a capo della JP Morgan & Co. durante il martedì nero;
- Robert I. Lipp - ex CEO di The Travelers Companies;
- Marjorie Magner - presidente di Gannett Company;[101]
- Henry S. Morgan - cofondatore di Morgan Stanley, figlio di J.P. Morgan, Jr. e nipote del finanziere J.P. Morgan;
- Lewis Reford - candidato politico canadese;
- David Rockefeller - patriarca della famiglia Rockefeller;
- Harold Stanley - ex partner di JPMorgan, cofondatore di Morgan Stanley;
- Jan Stenbeck - ex proprietario di Investment AB Kinnevik: egli lavorò presso Morgan Stanley ma non JP Morgan;
- Don M. Wilson III - ex Chief Risk Officer (CRO) di JP Morgan e attuale membro del consiglio di amministrazione della Bank of Montreal;
- Charlie Scharf, attuale CEO di Visa.

### Politica e servizio pubblico
- Frederick Ma - Segretario per il commercio e lo sviluppo economico di Hong Kong (2007-2008);
- Tony Blair - Primo Ministro del Regno Unito (1997–2007);[102]
- William M. Daley - Segretario al Commercio degli Stati Uniti (1997–2000), capo di stato maggiore della Casa Bianca degli Stati Uniti (2011–2012);
- Michael Forsyth, barone Forsyth di Drumlean - Segretario di Stato per la Scozia (1995–97)
- Thomas S. Gates, Jr. - Segretario della difesa degli Stati Uniti d'America (1959–61);
- David Laws - Sottosegretario al Ministero del Tesoro del Regno Unito (maggio 2010) Ministro aggiunto per le scuole;
- Rick Lazio - membro della Camera dei rappresentanti degli Stati Uniti (1993–2001);
- Antony Leung - segretario finanziario di Hong Kong (2001-2003);
- Dwight Morrow - senatore USA (1930–31);
- Margaret Ng - membro del Consiglio legislativo di Hong Kong;
- George P. Shultz - Segretario del lavoro degli Stati Uniti d'America (1969-1970), segretario al tesoro degli Stati Uniti d'America (1972-1974), Segretario di Stato degli Stati Uniti d'America (1982-1989);
- John J. McCloy - presidente della Banca mondiale, alto commissario americano per la Germania, presidente della Chase Manhattan Bank, presidente del Council on Foreign Relations, membro della commissione Warren e importante consigliere degli Stati Uniti per tutti i presidenti di Franklin D. Roosevelt a Ronald Reagan;
- Mahua Moitra - parlamentare indiano, Lok Sabha.

### Altro
- R. Gordon Wasson - etnomicologo ed ex vicepresidente di JPMorgan.[103][104]

## Controversie

### Truffa dei mutui subprime
Il 1º settembre 2011 la procura di New York denuncia per frode Bear Stearns e Emc Mortgage, del gruppo JP Morgan, per la truffa dei mutui subprime. Fannie Mae e Freddie Mac hanno perso più di 30 miliardi nel 2008, quando il mercato immobiliare legato ai mutui subprime è esploso. Le perdite sono state coperte in gran parte dalle tasse dei cittadini americani.. Le perdite della Bear Stearns ammontarono a 22,5 miliardi di dollari, provocarono la disoccupazione di 7 milioni di persone negli Stati Uniti d'America e una Grande recessione che dal 2008 è imperversata in tutti i paesi civili d'Europa e del mondo, escluso la Cina e l'India.
Nel 2011 la banca fu denunciata dal governo federale perché ritenuta responsabile della crisi.
Il 19 novembre 2013 la banca J.P. Morgan patteggiò un risarcimento di 13 miliardi di dollari per la truffa dei mutui subprime.

### ScandaloLondon Whale
Il 7 ottobre 2010 Jp Morgan Chase è stata coinvolta nello scandalo che riguarda le operazioni di compra-vendita di titoli derivati e che hanno causato un ammanco di circa 6 miliardi di dollari.
Martin-Artajo, lo spagnolo che guidava la filiale di Londra, venne accusato di frode per aver nascosto l'ingente ammontare dell'ammanco, insieme con Julien Grout, un francese che si era occupato di falsificare le registrazioni dei valori giornalieri sulle posizioni di JP Morgan.. Ne derivò uno scandalo che, assieme agli altri, ha messo in negativo la reputazione dell'amministratore delegato Jamie Dimon, che tardivamente ha avviato un'indagine interna sulla catena dei controlli.
Il 13 settembre 2013 la Securities and Exchange Commission - d'accordo con l'Office of Comptroller of the Currency, l'ente che regola le banche americane, la Federal Reserve e la Financial Conduct Authority, autorità di vigilanza finanziaria nel Regno Unito - ha multato per 920 milioni di dollari la JP Morgan Chase, per la cosiddetta truffa della Balena di Londra (London Whale): in tal modo era stata ribattezzata quella bolla speculativa, che comportò perdite di trading per circa 6 miliardi di dollari.

### Manipolazione del mercato dell'energia
Il 30 luglio 2013, il governo statunitense e gli investitori sono stati risarciti da J.P. Morgan Chase, per aver manipolato il mercato energetico in California e nel Midwest fra il 2010 e il 2011, spacciando azioni ai propri clienti, di centrali elettriche in perdita per incredibili fonti di profitto.

### IlReport 2013sui paesi del Sud Europa
Nel giugno 2013 suscitò critiche un rapporto della banca J.P. Morgan in cui si affermava la necessità di intervenire politicamente a livello locale presso gli Stati del Sud Europa per consentire ai governi riforme strutturali improntate all'austerity, arrivando in particolare a definire le costituzioni adottate in seguito alla caduta del fascismo come «inadatte a favorire la maggiore integrazione dell'area europea», in quanto mostrano una «forte influenza delle idee socialiste», per cui i sistemi costituzionali presentano «esecutivi deboli nei confronti dei parlamenti, governi centrali deboli nei confronti delle regioni, tutele costituzionali nei confronti dei diritti dei lavoratori». In particolare, vi si lamenta «la licenza di protestare se sono proposte modifiche sgradite dello status quo»..

## Unità business
- Investment Bank
- Servizi finanziari retail
- Card Services
- Asset & Wealth Management
- Commercial Banking
- Treasury & Securities Services

## Uffici
Anche se la vecchia sede della Chase Manhattan Bank si trovava al One Chase Manhattan Plaza, nel centro di Manhattan, il quartier generale mondiale attuale di JPMorgan Chase & Co. si trova al numero 270 di Park Avenue, ex sede della Chemical Bank.
La maggior parte delle attività in Nord America si svolgono in quattro edifici situati uno accanto all'altro affacciati su Park Avenue a New York.

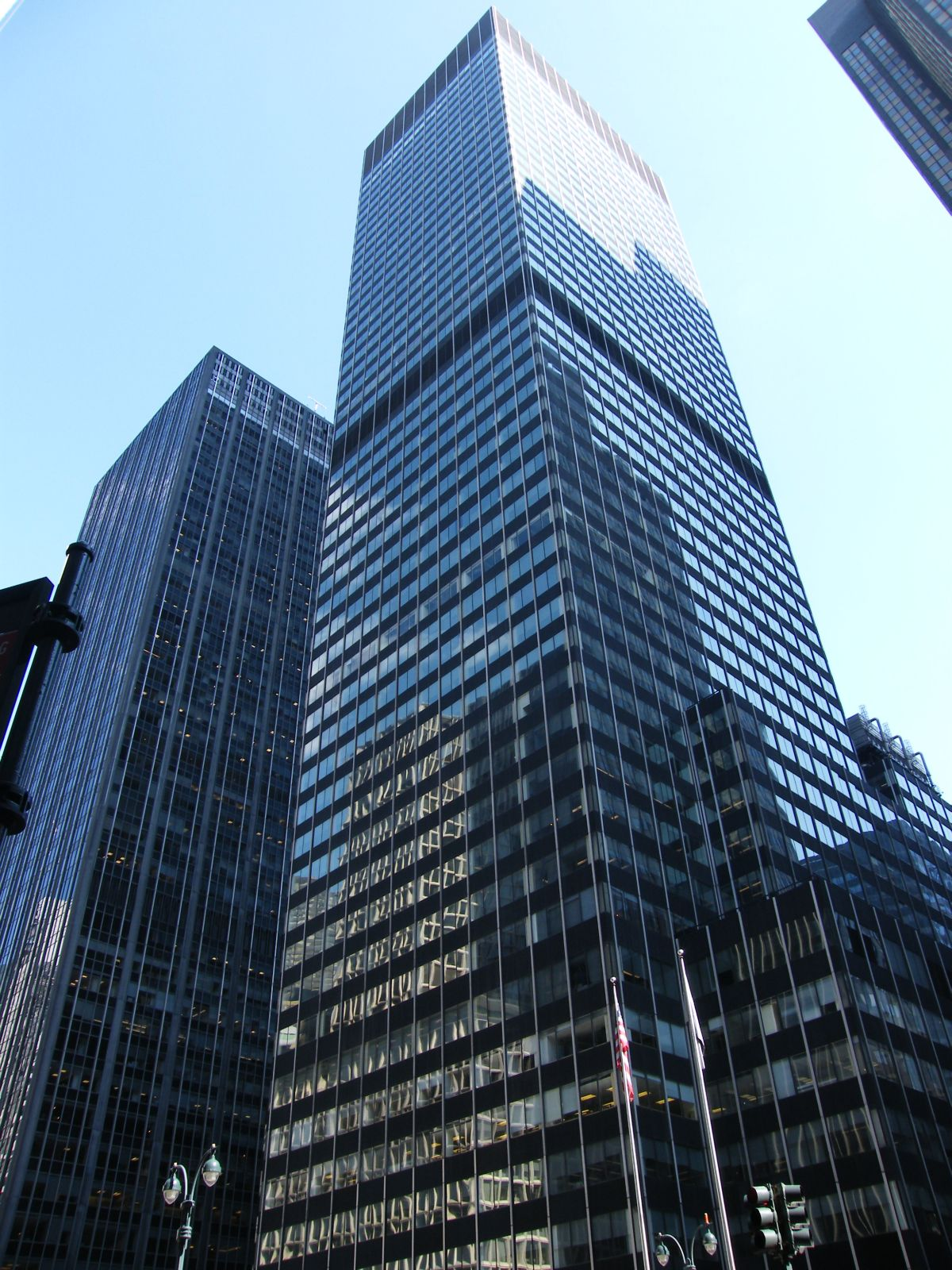
277 Park Avenue New York City, New York
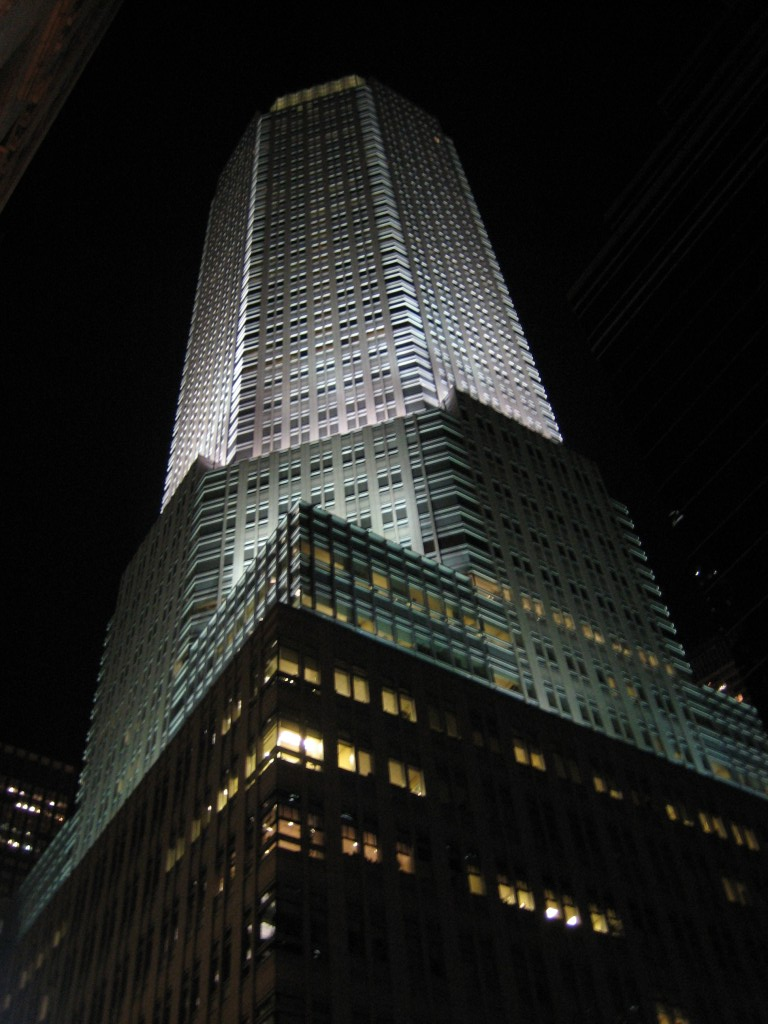
383 Madison Avenue New York City, New York
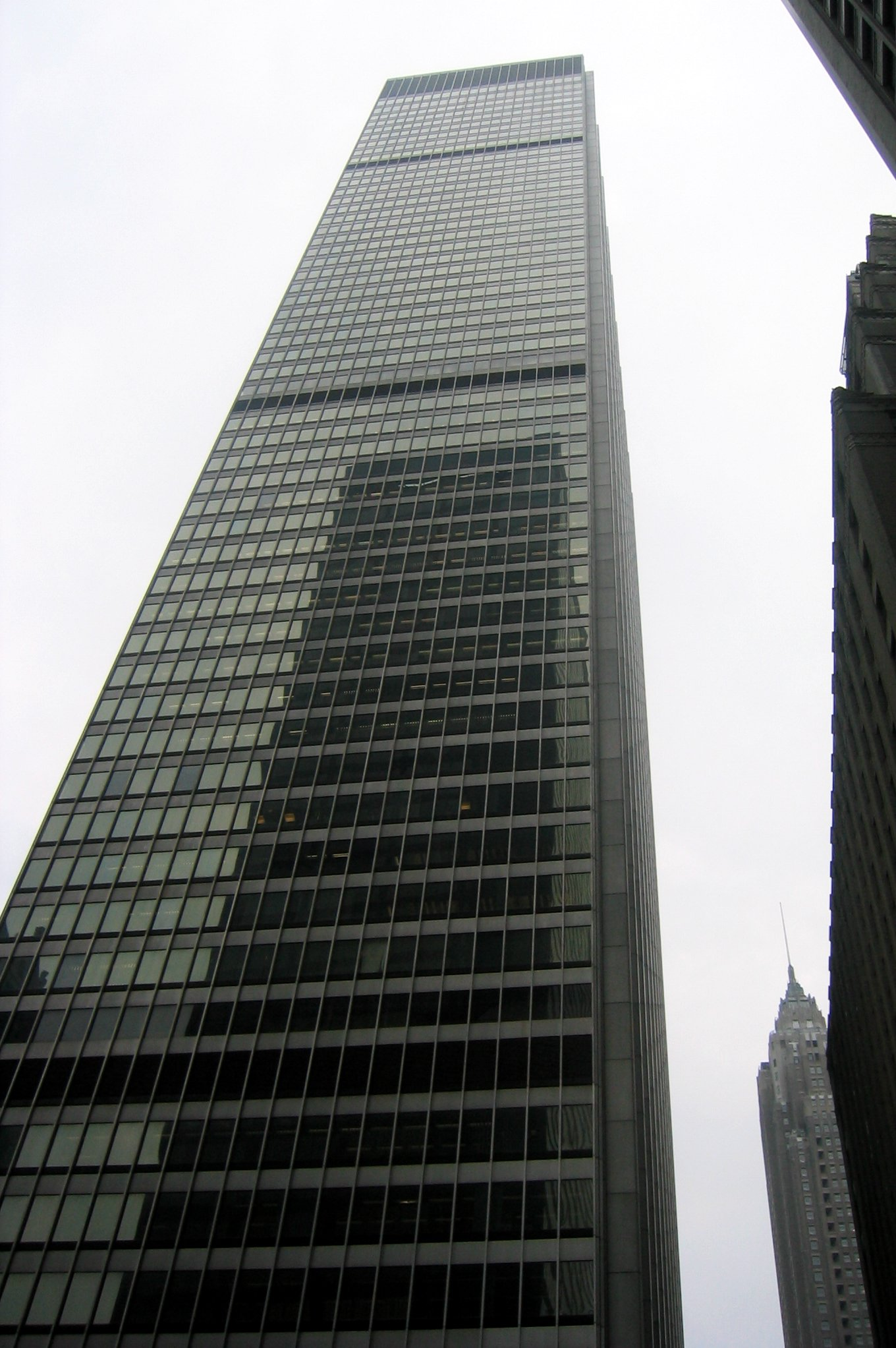
One Chase Manhattan Plaza New York City, New York
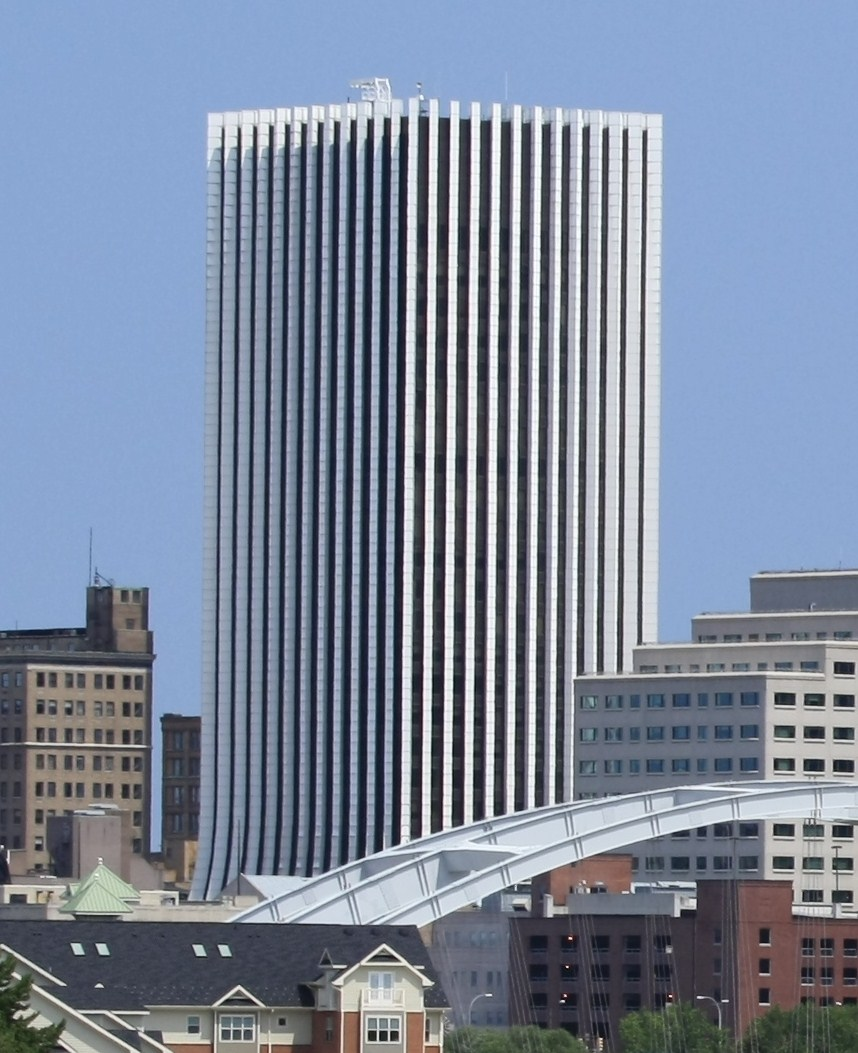
Chase Tower Rochester, New York
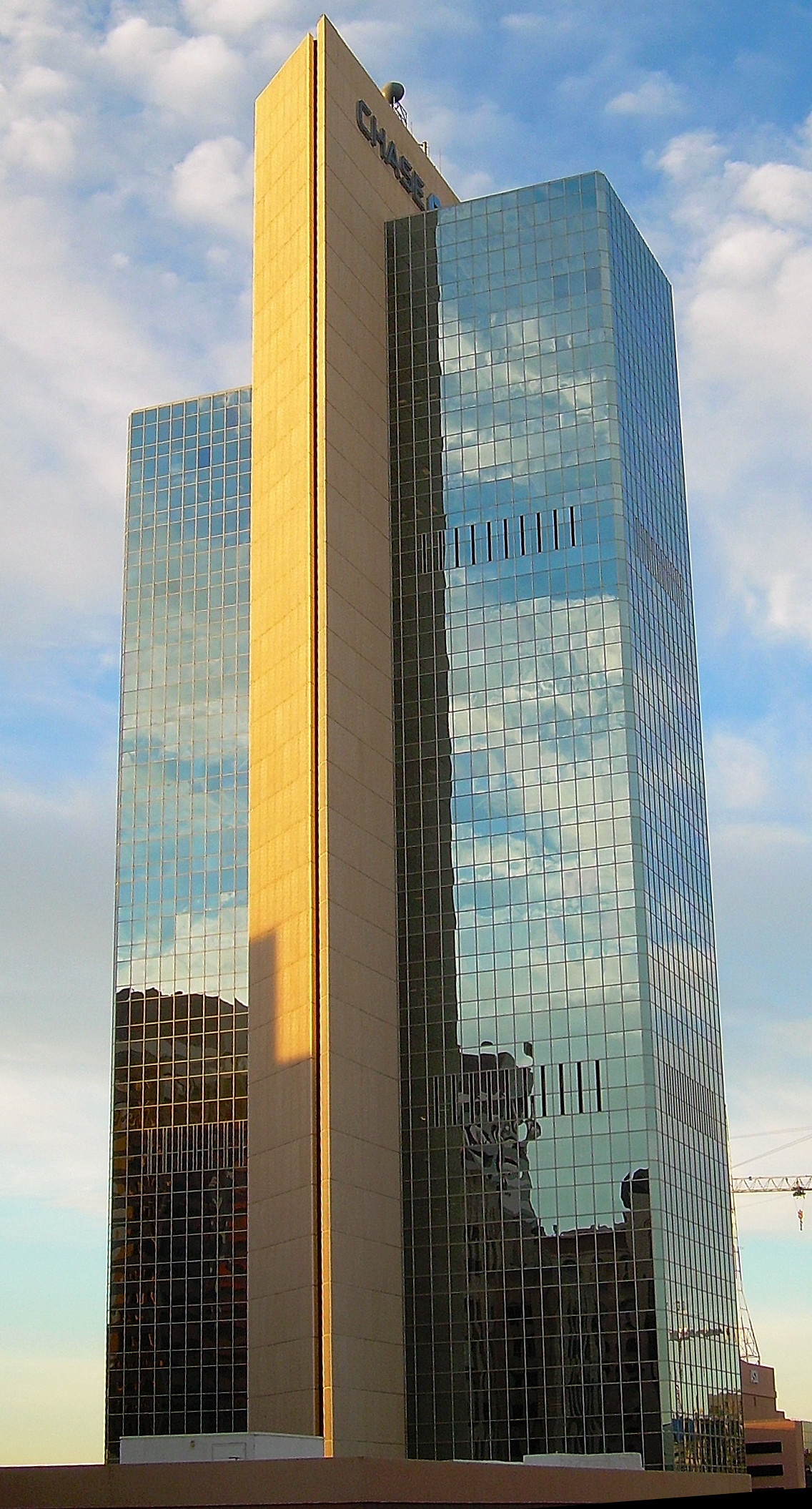
Chase Tower Phoenix, Arizona
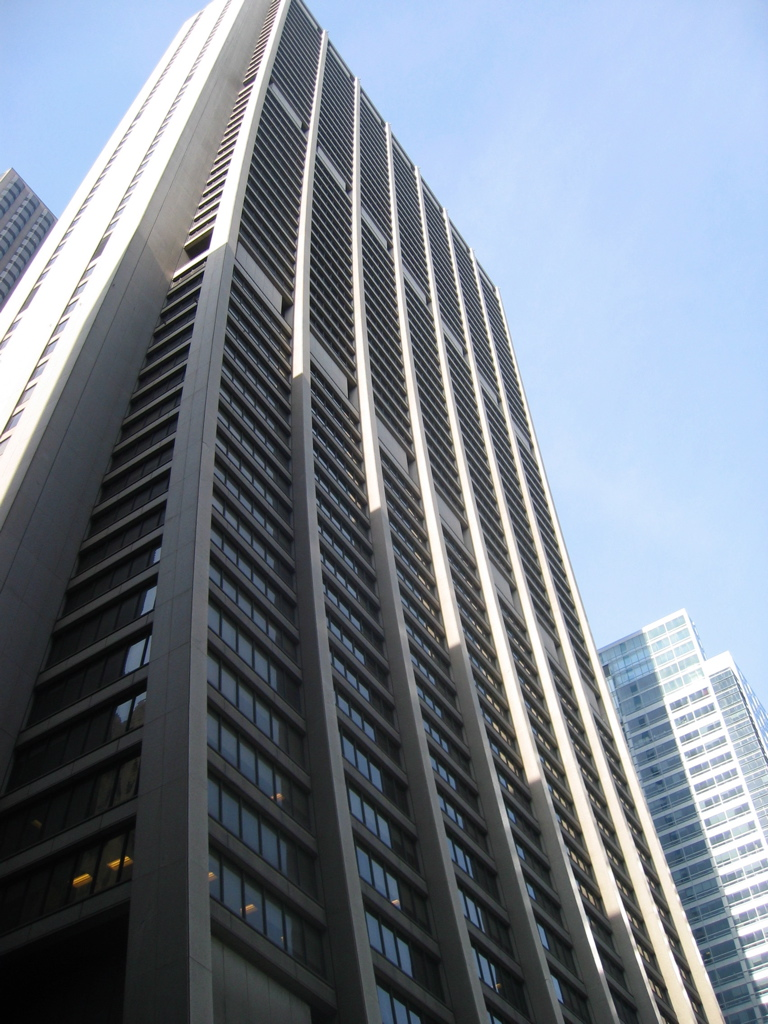
Chase Tower Chicago, Illinois
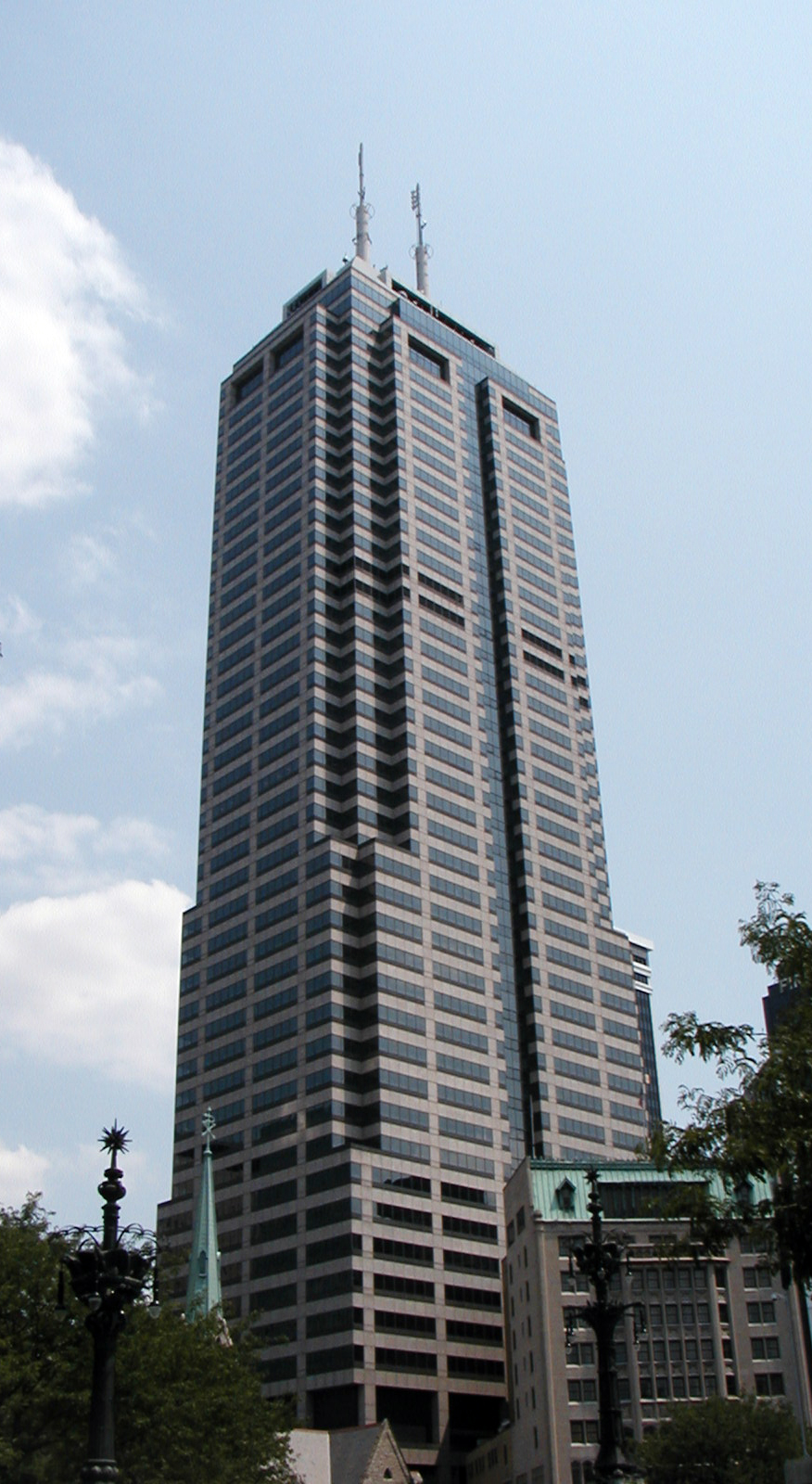
Chase Tower Indianapolis, Indiana
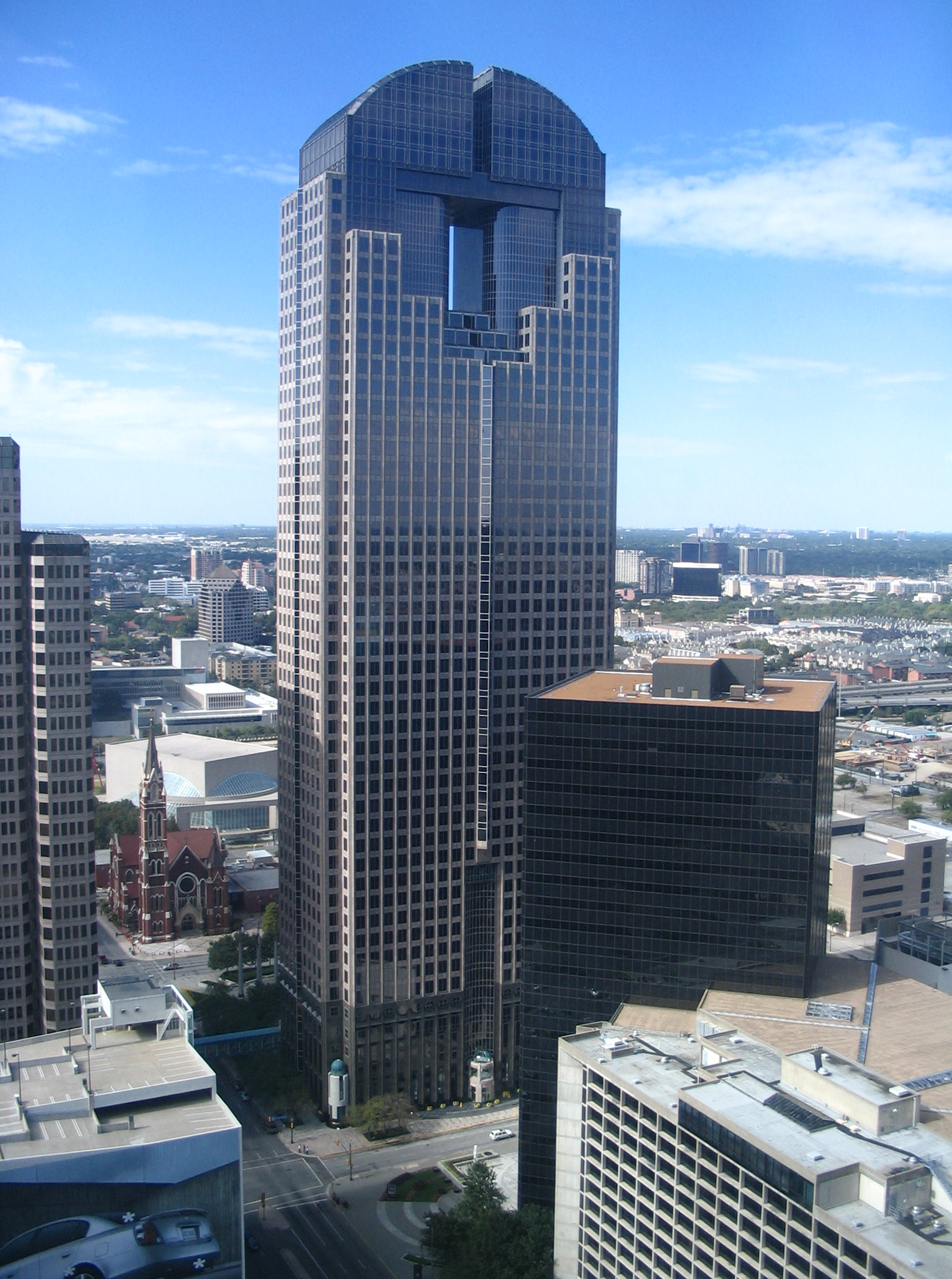
Chase Tower Dallas, Texas
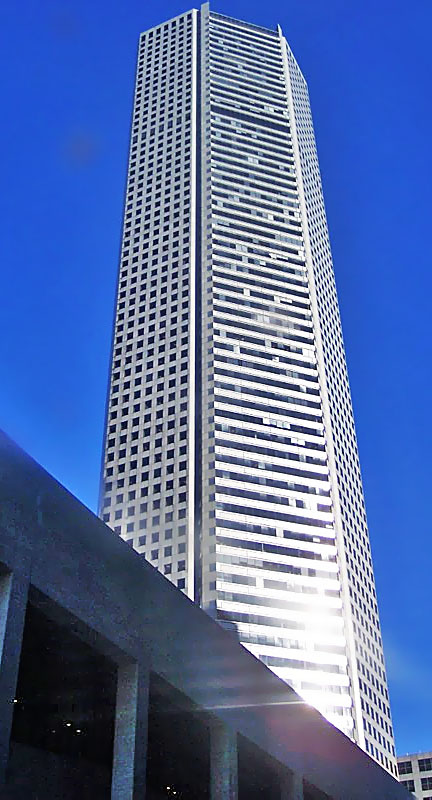
JPMorgan Chase Tower Houston, Texas
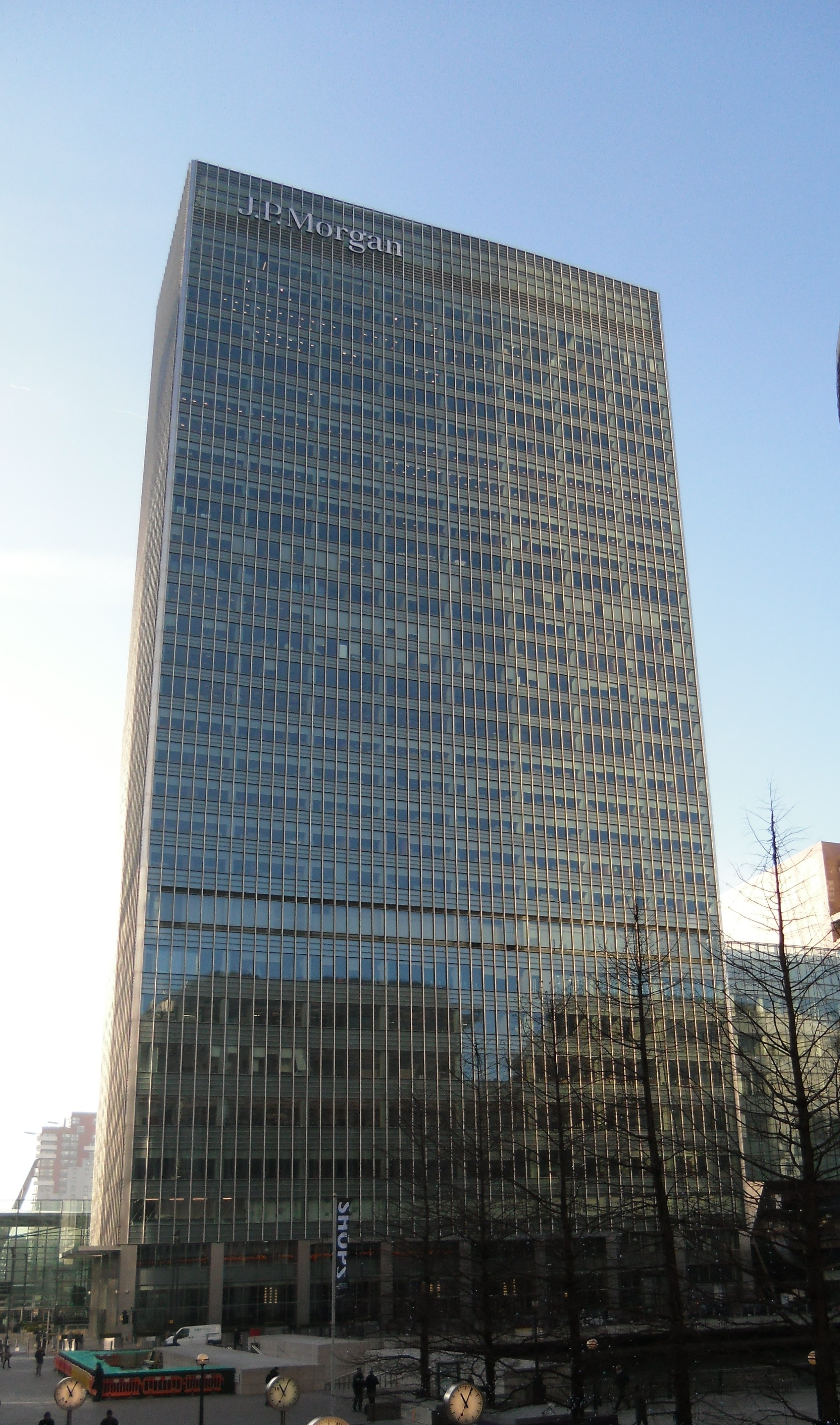
25 Bank Street London, United Kingdom